# Archypolycope affinis
Archypolycope affinis is een mosselkreeftjessoort uit de familie van de Polycopidae.